# Tarzana

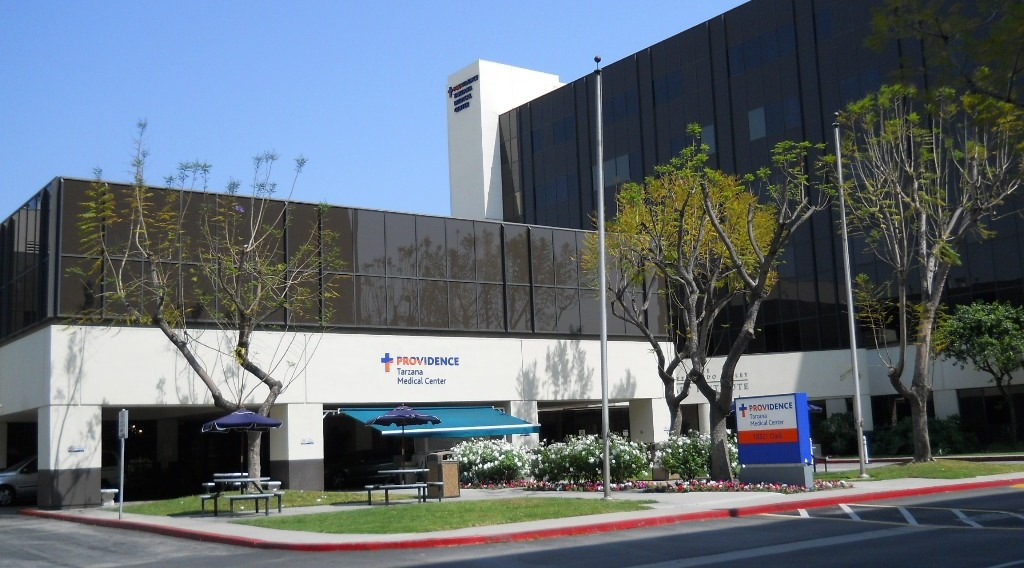
Il Providence Tarzana Medical Center a Tarzana.

Tarzana è un quartiere di Los Angeles che si estende nella parte meridionale della San Fernando Valley.
Il nome deriva dal fatto che nel 1915 l'autore di Tarzan, Edgar Rice Burroughs, acquistò un terreno in questa zona e chiamò la proprietà Tarzana Ranch.